# Raffaele Menici
Raffaele Menici (Temù, 13 dicembre 1895 – Corteno Golgi, 17 novembre 1944) è stato un militare, partigiano, e bancario italiano.

## Biografia
Durante la prima guerra mondiale aveva combattuto come alpino, richiamato nel secondo conflitto è inviato sul fronte greco-albanese, come tenente colonnello del 6º alpini, dopo l'armistizio viene catturato dai tedeschi a Zara, riesce a fuggire e a ritornare in Val Camonica.

## Attività nella resistenza
È tra gli organizzatori della Resistenza e comandante delle brigate dell'alta valle, nel 1944 viene incaricato da Ferruccio Parri di prendere contatto con i dirigenti Edison per difendere gli impianti idroelettrici della zona dai nazifascisti.
Rifiuta l'adesione alle brigate cattoliche Fiamme Verdi per evitare frizioni con le Brigate Garibaldi. Costretto a prendere una decisione confluisce nella 54ª Brigata Garibaldi attiva in Val Saviore e alta Val Camonica, il 5 ottobre 1944.
Dopo pochi giorni, le SS di stanza ad Edolo fanno irruzione nella sua casa e prelevano la moglie, la figlia, sua sorella e i nipoti Idilia e Zefferino Ballardini, il quale verrà giustiziato nel campo di Edolo. La moglie e la figlia vengono deportate nel campo di transito di Gries-San Quirino vicino a Bolzano.
Il 18 ottobre, avendo fissato un incontro con i tedeschi per il rilascio della moglie, nel luogo dell'appuntamento trova i partigiani delle Fiamme Verdi, che lo accusano di tradimento e lo costringono a seguirli in Val Brandet sede del comando della Brigata Schivardi. Sottoposto a processo dal tribunale della brigata, riesce a provar la propria lealtà ma è forzatamente obbligato all'espatrio in Svizzera..
Non arriva mai in Svizzera: il 17 novembre, scortato da un partigiano, è diretto verso Tirano e la Val Poschiavina quando in territorio di Corteno Golgi viene raggiunto da una raffica di mitra che lo uccide. La sua fine è ricordata da una lapide posta a lato della strada sul luogo del fatto.

## Controversie dopo la morte
Mimmo Franzinelli nel 1995 pubblica nei "Quaderni della Fondazione Micheletti" un volume monografico dal titolo Un dramma partigiano. Il caso Menici. Fiamme verdi, garibaldini e tedeschi in Alta Val Camonica, nel quale sostiene la responsabilità delle Fiamme verdi; Ermes Gatti presidente dell'Associazione partigiani cattolici nel 2002 pubblica un libro dal titolo Difendo le Fiamme Verdi. L'Istituto Nazionale per la Storia del Movimento di Liberazione in Italia nella sua biografia definisce la sua morte come un agguato orchestrato dalle Fiamme Verdi e dai nazisti.
Anche lo storico Paolo Pezzino riferendosi a casi confrontabili con quello di Dante Castellucci nella presentazione del libro il piombo e l'argento di Carlo Spartaco Capogreco cita il caso di Raffaele Menici:
Anche il giornalista Guido Assoni pare sposare la tesi dell'accordo coi nazisti nel suo articolo "La banda dei Russi" ove per un parallelo colle motivazioni dell'assassinio di Nicolaj Pankoff cita, tra gli altri eventi analoghi,  il caso Menici:
".....In Val Camonica per mano delle Fiamme Verdi del futuro generale Ragnoli, si verificherà l’assurda consegna ai tedeschi, con conseguente uccisione, del colonnello Raffaele Menici."